# Regino Ylanan
Regino Ylanan (Bogo, 7 september 1889 - 23 augustus 1963) was een Filipijns atleet en sportbestuurder. Hij werd vanwege zijn verdiensten in de sport wel aangeduid als de "pilaar van de Filipijnse atletiek".

## Biografie
Regino Ylanan werd geboren op 7 september 1889 in Bogo in de Filipijnse provincie Cebu. Na het voltooien van de Cebu High School in 1912 studeerde hij medicijnen aan de University of the Philippines. Tijdens zijn studie aan de UP was Ylanan op hoog niveau actief als sporter. In 1913 won hij de tienkamp op de Spelen van het Verre Oosten. Twee jaar later werd hij bij dezelfde Spelen eerste op het onderdeel kogelstoten en won hij brons op de tienkamp. In 1917 was Ylanan aanvoerder en catcher van het honkbalteam van de Filipijnen op de Spelen van het Verre Oosten. Na het voltooien van zijn medicijnenstudie aan de UP in 1918 studeerde hij op kosten van de overheid in de Verenigde Staten. Daar behaalde hij in 1920 een bachelor-diploma Lichamelijke opvoeding aan het Springfield College in Massachusetts.
Na zijn terugkeer in de Filipijnen werd Ylanan aangesteld als directeur lichamelijke opvoeding aan de UP. Deze functie bekleedde hij tot 1927, toen hij werd benoemd tot "National Physical Director". Ylanan was in zijn periode aan de UP verantwoordelijk voor de oprichting van de afdeling Lichamelijke opvoeding en de opname van het vak in de verplichte stof voor elke studie.
Naast zijn werk was Ylanan erg actief in de Filipijnse sport. In 1924 richtte hij de National Collegiate Athletic Federation op. In 1927 werd Ylanan benoemd tot secretaris-thesaurier van de Philippine Amateur Athletic Federation (PAAF). Deze functie zou hij 30 jaar lang vervullen. In deze periode werd het Rizal Memorial Stadium gebouwd en werden in diverse steden door het hele land atletiekcentra gerealiseerd. Tevens hield hij zich bezig met het opleiden van docenten lichamelijke opvoeding en was hij oprichter van de PAAF Summer School of Coaching. Ook was Ylanan vanaf 1936 hoofdredacteur van het PAAF-blad The Filipino.
Ylanan was ook actief als begeleider van Filipijnse sporters bij grote evenementen, zoals de Olympische Spelen. Zo was was hij de coach van David Nepomuceno tijdens zijn deelname aan de Olympische Spelen van 1924 in Parijs. Vier jaar later bij de Olympische Spelen van 1928 in Amsterdam was Ylanan de Filipijnse teamarts. In 1936 was hij chef-de-mission van de Filipijnse delegatie tijdens de Olympische Spelen van 1936 in Berlijn.
In 1951 stopte hij met zijn werk als National Physical Director en in 1958 nam Ylanan afscheid als secretaris-thesaurier. Hij overleed in 1963 op 73-jarige leeftijd aan de gevolgen van een hartaanval. Hij was getrouwd met Carmen Rodriguez Wilson en kreeg met haar twee zonen. In 1999 werd Ylanan postuum, net als Ambrosio Padilla, Florencio Campomanes en Gonzalo Puyat II, door de Philippine Sports Association (PSA) uitgeroepen tot Filipijns "sportleider van het millennium".

## Titels
- Spelen van het Verre Oosten kampioen tienkamp - 1913
- Spelen van het Verre Oosten kampioen kogelstoten - 1913, 1915
- Spelen van het Verre Oosten kampioen discuswerpen - 1913